# Capriccio e passione
Capriccio e passione (Jugando a vivir) è una telenovela venezuelana realizzata e trasmessa da Radio Caracas Televisión nel 1982 e interpretata da Mayra Alejandra e Carlos Olivier.
Scritta da Alicia Barrios e diretta da Clemente de la Cerda, è arrivata sui teleschermi italiani nel 1985, anno in cui è stata trasmessa da circuiti televisivi locali.

## Trama
Vittoria La Rosa, una studentessa di giurisprudenza appartenente a una delle migliori famiglie di Caracas, è una ragazza bella ma terribilmente viziata e capricciosa, fidanzata con Saverio, suo compagno di studi. A seguito di una scommessa fatta con le sue amiche, decide di sedurre Adelso Irazabal, il suo insegnante di diritto di famiglia, un uomo maturo, riservato e di estrazione sociale modesta, fidanzato con Miriam, insegnante di ginnastica nella stessa università. Miriam è una rivale temibile perché seria e con gli stessi gusti e obiettivi di Adelso, tuttavia Vittoria riesce facilmente nel suo intento, tanto che l'uomo rompe il suo fidanzamento con Miriam. 
Vittoria e Adelso iniziano a frequentarsi. La ragazza convince Adelso, che è anche un avvocato civilista, ad occuparsi di un problema legale di Graziella, amica di Berta, la proprietaria della discoteca frequentata da lei e dai suoi amici. Durante uno degli incontri, Berta rivela a Adelso di essere la mamma di Vittoria. Gli racconta che quando Vittoria era ancora piccola, Armando, il padre della ragazza e all'epoca suo marito, credendo che lei lo avesse tradito, l'aveva allontanata da sua figlia a cui aveva fatto credere che lei era morta. Adelso informa la giovane, la aiuta a superare questo momento delicato e poco tempo dopo le chiede di sposarlo. Lei accetta immediatamente.
A Vittoria e Adelso sono però sufficienti pochi giorni di convivenza per rendersi conto dell'errore: la differenza di età, carattere ed estrazione sociale, le continue ingerenze di Miriam e Armando nel loro rapporto e la scarsa attitudine di Vittoria nel gestire una casa, portano i due a separarsi. Berta approfitta della situazione e porta la figlia a vivere a New York. Il giorno della partenza, Adelso corre in aeroporto per convincere la donna che ama a non partire, ma viene investito da un'auto e perde l'uso delle gambe. L'uomo verrà accudito da Miriam, che non perderà occasione per denigrare Vittoria e convincerlo a sposarla.
Berta, tornata a Caracas con Vittoria, scopre la verità sulle condizioni di salute di Adelso e decide di tenerle nascoste alla figlia. Vittoria, venuta ugualmente a conoscenza dell'invalidità di Adelso, vorrebbe stargli vicino ma l'uomo, per timore che lei lo faccia solo per compassione, la respinge. Però ormai Vittoria non è più la ragazzina viziata di un tempo, ma una donna che si è scoperta davvero innamorata dell'uomo che ha sedotto per gioco e, con infinita pazienza e dolcezza, riuscirà a conquistarlo nuovamente.

## Personaggi
- Vittoria La Rosa, interpretata da Mayra Alejandra: è una studentessa di legge nell'Università di Caracas; ricca, giovane e bella ma terribilmente viziata, seduce per gioco un suo professore, Adelso Irazabal.
- Adelso Irazabal, interpretato da Carlos Olivier: è un uomo di umili origini, non più giovanissimo, professore di diritto nella stessa università; esce con la professoressa Miriam ma è oggetto di una corte spietata da parte di Vittoria, che è una sua allieva.
- Miriam, interpretata da Elba Escobar: professoressa di ginnastica, è innamorata di Adelso.
- Diego Santamaria, interpretato da Henry Zakka: studente nella stessa università, è un ragazzo tanto violento quanto immaturo.
- Eloisa Peña, interpretata da Alicia Plaza[2]: amica e compagna di studi di Vittoria; è fidanzata con Diego ma sopporta sempre meno il suo carattere; si sente invece attratta da Massimo che è un convinto assertore della non violenza.
- Massimo Leal, interpretato da Víctor Cámara[3]: amico di Adelso; dopo aver studiato per un periodo di tempo arti marziali in un convento buddista, riprende a studiare all'università; lì conosce Eloisa e se ne innamora.
- Omar Leal, interpretato da Fernando Ortega: fratello di Massimo; è convinto che suo padre Raúl sia stato ucciso (a differenza di suo fratello che accetta la versione ufficiale dell'incidente) ed è deciso a trovare i colpevoli dell'assassinio.
- Olga Leal, interpretata da Carmen Arencibia: vedova di Raúl e madre di Massimo e Omar.
- Laura Santamaria, interpretata da Marvellis Zerpa: una dolce ragazza cieca, sorella di Diego.
- Saverio, interpretato da Carlos Mata: compagno di studi e fidanzato di Vittoria; dopo la delusione della fine della sua storia con Vittoria, si innamora di Laura.
- Rodolfo Arjuello, interpretato da Julio Alcázar: zio di Eloisa, un ambiguo personaggio che entrerà prepotentemente nella vita dei fratelli Massimo e Omar e ne segnerà profondamente l'esistenza.
- Juan Carlos Peña, interpretato da Humberto García: padre di Eloisa; innamorato, non corrisposto, di Miriam.
- Armando La Rosa, interpretato da Carlos Villamizar[4]: il padre di Vittoria, che per una assurda gelosia ha costretto la moglie Berta a stare lontana dalla figlia che per tanti anni l'ha creduta morta.
- Berta, interpretata da Liliana Durán: madre di Vittoria.
- Graziella, interpretata da Jessica Arvelo: amica di Berta; dopo la separazione da Giuliano, lotta per avere l'affidamento del figlio Umbertino.
- Giuliano González, interpretato da Freddy Escobar: ex marito di Graziella.
- Eva González, interpretata da Yajaira Paredes: seconda moglie di Giuliano.
- Ignazio Arias, interpretato da Freddy Galavís: collega e amico di Adelso.

## Distribuzione in Italia
Capriccio e passione è arrivata in Italia nel 1985, trasmessa da reti locali. In questa prima edizione, in 100 puntate di 25 minuti circa, viene mantenuta l'impostazione dell'edizione originale venezuelana in cui all'inizio di ogni puntata vengono fatte una presentazione dei personaggi principali e una sintesi della puntata precedente. In un'edizione del 2000, presentazione dei personaggi e sintesi vengono eliminate e il numero totale di puntate diventa 104 di circa 20-25 minuti.
Nelle due edizioni italiane, la sigla iniziale e finale è il brano A que no le cuentas cantato da Ednita Nazario, che è poi la canzone della sigla originale.